# Agreman
Agreman (fr. agrément) je pristanak šefa države ili ministra spoljnih poslova druge države da prihvati akreditovanog predstavnika.
Izbor šefa misije vrši država akreditacije, ali da bi šef misije mogao da stupi na dužnost, neophodna je saglasnost države prijema ili agreman. On se traži pre objavljivanja javnosti imena kandidata i to diplomatskim putem, verbalnom notom, usmenim ili pismenim putem, neformalnim podneskom uz dostavu biografije kandidata za šefa misije.
Država prijema nije vezana rokom u kojem treba da se izjasni povodom zahteva za izdavanje agremana, ali uobičajeno je da to izjašnjenje usledi najdalje u roku od dva-tri meseca. Ukoliko u navedenom roku agreman ne bude dat, smatra se da je isti prećutno odbijen. Država prijema nije u obavezi da obrazlaže razloge za odbijanje agremana.
Agreman država prijema daje u vidu diplomatske note, a potom šef države prijema potpisuje ukaz o imenovanju šefa predstavništva. Po prijemu agremana, šef misije postaje „persona grata“, a u slučaju negativnog odgovora znači da se osoba smatra „personom non grata“.
Praksa pokazuje da je većina država koja se izjasnila za prijem vojnih izaslanika, tražila saglasnost za akreditaciju vojnih predstavnika — konsantman.